# Hirofumi Kudō
Hirofumi Kudō (* 3. Juli 1959 in Shibetsu, Hokkaidō) ist ein japanischer Curler. 
Sein internationales Debüt hatte Kudō bei der Pazifikmeisterschaft 1997 in Karuizawa, wo er die Silbermedaille gewann. 
Kudō spielte als Lead der japanischen Mannschaft bei den XVIII. Olympischen Winterspielen in Nagano im Curling. Die Mannschaft um Skip Makoto Tsuruga belegte den fünften Platz.

## Erfolge
- 2. Platz Pazifikmeisterschaft 1997